# ミヤマフタバラン
ミヤマフタバラン（深山二葉蘭、学名：Neottia nipponica、シノニム：Listera nipponica  ）は、ラン科サカネラン属の地生の多年草 。

## 特徴
根茎は細く短くて、横にはって糸状の長い根が生える。茎は角ばり、直立して高さ15-25cmになる。葉は、茎の中部に無柄で2個が対生状につき、広心形で、濃緑色で光沢があり、長さ、幅ともに10-25mmになり、先端は急に短くとがり、基部は切形かやや心形となる。葉より上部の茎には腺毛があり、広披針形の鱗片葉が1個つくか、無いこともある。
花期は7-8月。花序は紫褐色で、緑褐色の花を3-10個まばらにつける。苞は長さ1-2mmになる広披針形で斜開する。萼片は長さ3-4mmの狭披針形で、先端は鈍頭、基部からいちじるしく反り返る。側花弁は狭長楕円形で、萼片と同じ長さ。唇弁はくさび状広倒卵形で、長さ6mmになり、基部の両側に耳状裂片が1対ある。唇弁の先は2裂し、裂片は楕円形で先は円い。蕊柱は短くまっすぐで紫緑色、花粉塊は黄色になる。

## 分布と生育環境
日本では、北海道、本州の近畿地方以北、四国の東赤石山、九州の祖母山に分布し、亜高山帯の針葉樹林帯の林床に生育する。国外では、千島、ウスリーに分布する。

## ギャラリー
- 花。唇弁の先は2裂する。
- 葉は無柄で2個つく。

## 下位分類
- フイリミヤマフタバラン f. albovariegata Masam. et Satomi - 葉の中央に白条があるもの。
- ミドリミヤマフタバラン f. viridis Masam. et Satomi - 花が緑色のもの。

上記2品種とも浅間山で発見された。